# Hydroakustyczny system nawigacyjny

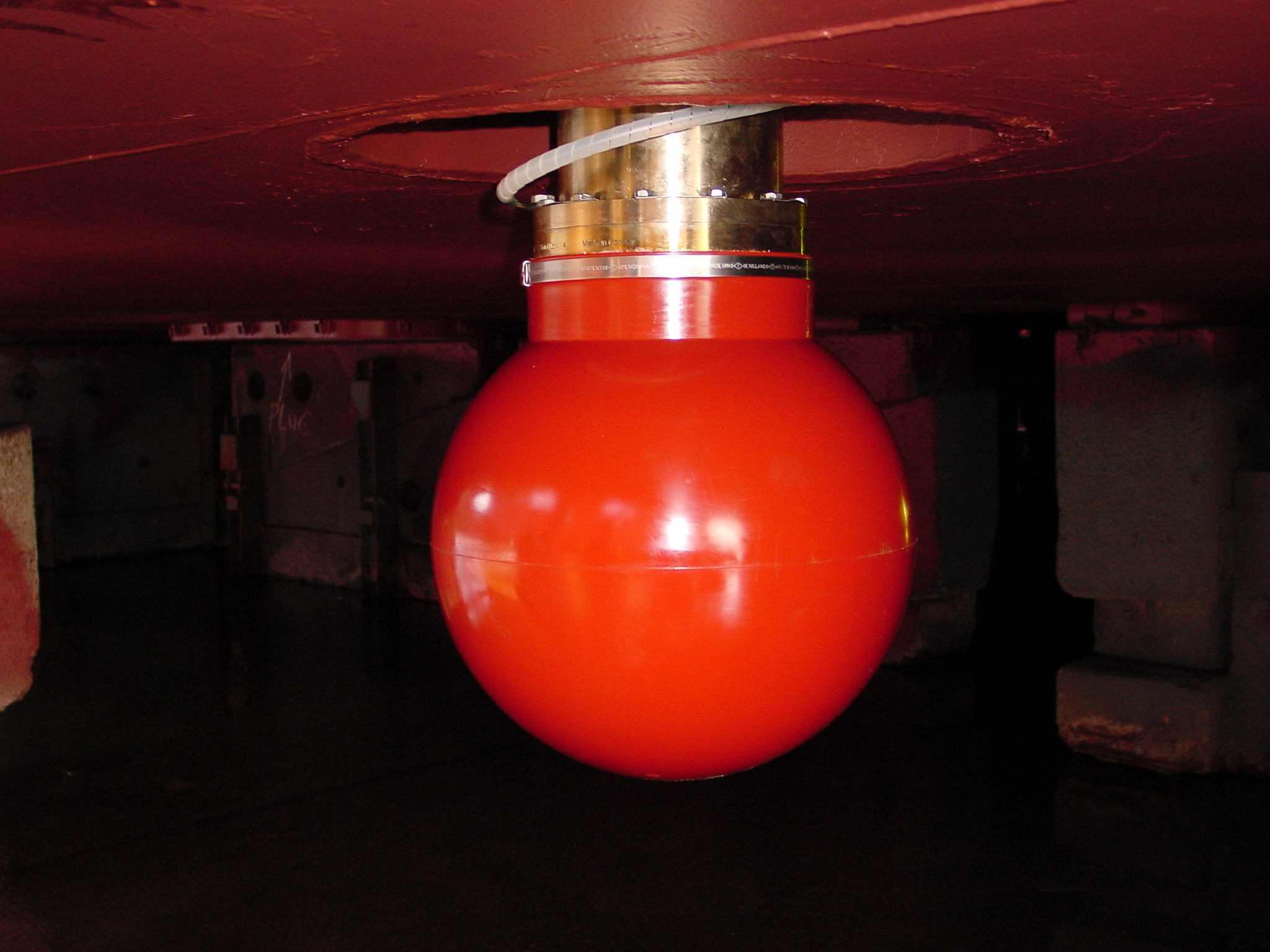
Zamontowana pod dnem statku antena (transducer) systemu nawigacji hydroakustycznej

Hydroakustyczny system nawigacyjny - kompleks stacji hydroakustycznych, urządzeń i przyrządów, stanowiący jednolity system zapewniający bezpieczeństwo nawigacji dla okrętów nadwodnych i podwodnych.
W czasie prowadzenia prac podwodnych do precyzyjnego określenia położenia stosuje się hydroakustyczne systemy nawigacyjne. Systemy hydroakustyczne wysyłają 
w środowisku wodnym falę dźwiękową wysokiej częstotliwości i rejestrują drgania fali odbitej od obiektu. Sonary przestrzenne umożliwiają określenie pozycji pojazdu pod wodą oraz zorientowanie go względem określonych wcześniej punktów odniesienia lub linii bazowej. Linia bazowa może być umieszczona na wodzie, pod wodą, na dnie przymocowana do łodzi, pontonu, pojazdu. W celu zwiększenia możliwości określenia pojazdu o dokładność niezbędną do wykonania postawionego zadania wprowadzono trzy systemy pozycyjne: długiej, krótkiej i ultrakrótkiej linii bazowej.
Praca Systemu Długiej Linii Bazowej polega na pracy transponderów które zakotwiczone są na dni akwenu w obszarze prowadzenia prac podwodnych. W celu precyzyjnego określenia pozycji pojazdu podwodnego potrzebne są co najmniej trzy transpondery. Na pojeździe podwodnym znajduje się transponder który wysyła sygnał akustyczny który powoduje wzbudzenie nadajników dennych. Następnie każdy nadajnik denny wysyła impuls-odpowiedź. Aktualna pozycja pojazdu podwodnego określana jest na podstawie odebranych sygnałów. Najczęściej stosowany jest układ czworokąta utworzony z czterech transponderów na dnie akwenu w odległości do 800 metrów. 
W Systemie Krótkiej Linii Bazowej transpondery zamontowane są pod dnem jednostki pływającej zwykle na dziobie, rufie oraz po obydwóch burtach jednostki pływającej zabezpieczającej działania. Pozycja pojazdu podwodnego określana jest względem jednostki pływającej.
W Systemie Ultra Krótkiej Linii Bazowej antena akustyczna składa się tylko 
z jednego transpondera nadawczo-odbiorczego zamontowanego pod dnem jednostki pływającej.